# Morganhäst
Morganhästen är en amerikansk hästras som är den första officiellt godkända amerikanska hästrasen, och som bildar den blodsmässiga basen för ett stort antal av dagens amerikanska raser.
Alla idag levande exemplar härstammar från en enda hingst som föddes 1789. Hingsten hade en utmärkt förmåga att nedärva sina egenskaper och fick sitt namn efter sin ägare, Justin Morgan som gav rasen dess namn. Morganhästen utmärker sig för sin intelligens, uthållighet och sundhet samt för sitt milda, men ändå livliga temperament och sin godmodighet, även i viss mån sin känslighet mot kyla. Mankhöjden håller sig mellan 145 och 160 centimeter. Många Morganhästar har under de senaste åren importerats till Sverige.

## Historia
Morganhästen är historiskt unik på många sätt, bland annat då rasen härstammar från enda hingst och dessutom är det den första officiellt godkända hästrasen i Amerika. 
Rasens historia börjar 1791 när en man vid namn Justin Morgan fick en två år gammal, brun hingst som delbetalning för en skuld. Fölet sägs ha varit fött i West Springfield i Massachusetts och kallades då för Figure. Figures far var det engelska fullblodet True Briton. Innan Figures ursprung var kartlagt, har det genom åren spekulerats vilt i vilken hans härstamning var. En teori var att Figures far var en Frieserhingst som skulle stått i området, en annan att det finns Welsh Cob i härstamningen. Men Figures härstamning är sedan ett par år tillbaka fastställd av AMHA som True Briton, American Morgan Horse Association och den är inskriven i stamboken.
Justin Morgan, som var fattig, försökte tjäna pengar på sin häst genom att låna ut honom mot en viss summa pengar. Figure lånades först ut till Robert Evans, som använde honom i sitt jordbruk. Robert märkte snabbt att Figure var snabbare och starkare än de flesta andra hästar i trakten. Figure fick slita hårt med plöjning, dra timmer och olika sorters lass mellan städerna. Figures sista ägare lät honom inte ens stå i ett stall, inte ens när vintern var som hårdast. Under många år tävlades Figure i olika tävlingar för dragning och körning och var även oslagbar i ridning.
Tack vare framgångarna var hingsten eftersökt att avla på och hans popularitet ökade bara när det visade sig att alla hans avkommor ärvde hans speciella kvalitet och unika utseende. Figures mest berömda avkommor blev Sherman, Woodbury och Bulrush, på vilka alla dagens Morganhästar går tillbaka. 
Sedan Figures ägare Justin Morgan dog, döpte man om hästen till samma namn för att visa respekt för hästens ägare. Figure eller Justin Morgan dog själv 1821 vid 32 års ålder. Efter hans död har Morganhästarna använts mycket för att skapa nya hästraser i USA och morganblodet rinner hos de flesta amerikanska hästraser så som den amerikanska travaren, American saddlebred och Tennessee walking horse. Morganhästen har även använts av USA:s kavalleri. Idag finns även en staty av en Morganhäst i Kentucky Horse Park i Lexington, som hyllar Morganhästen. Även i Morganhästens hemstad West Springfield kan man hitta en staty över hästen Justin Morgan utanför University of Vermont Morgan Horse Farm, ett universitet med egen uppfödning av Morganhästen.

## Egenskaper

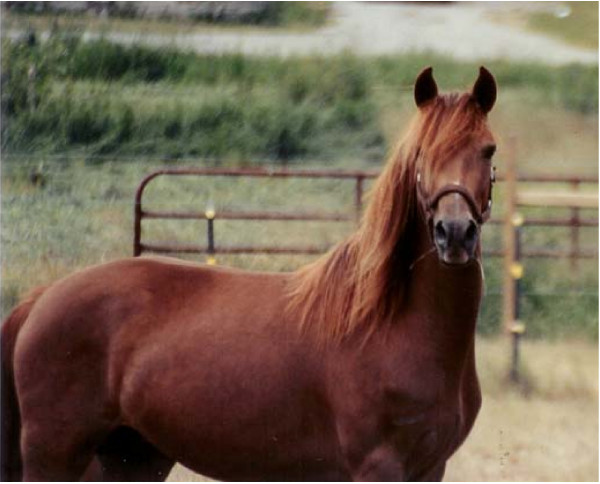
Morganhästarna är vackra och intelligenta hästar

Morganhästen är unik då förhållandevis lite externt blod har tillförts i rasen, vilket gör att Justin Morgan ensam är stamfader till alla dagens Morganhästar. Vissa av de moderna Morganhästarna är dock något högre och ädlare än deras stamfader på grund av mer systematisk och selektiv avel. Men typen och den fina hållningen är oförändrad. 
Morganhästarna utmärks av välbyggda och fina ben med stark benstomme och hårda, välformade leder. Hästarna är tillräckligt starka för alla slags arbete. Huvudet är medelstort med smal mule, rak profil och små, runda öron. Morganhästarna är modiga, kloka med ivrigt sinne. De används idag till såväl klassisk ridning, westernridning, distansritt och som körhästar.

## Lippitt Morgan
Lippitt Morgan är en specifik blodlinje av Morganhästarna som härstammar från Vermont och som började avlas fram under början av 1900-talet. 
1910 flyttade en man vid namn Fullerton Phillips till Vermont, med avsikt att börja föda upp just Morganhästar. Men när han började leta efter bra avelsmaterial i området, märkte han att många Morganhästar hade utavlats med travhästar och därför inte hade de kvaliteter som han letade efter i rasen. För att få tag på dessa hästar vände sig Phillips till registren för att hitta hästar som härstammade från äldre stamlinjer med mindre utavel. 
Phillips utnyttjade en selektiv avel i 17 år, men under en häftig storm förlorade han en stor del av sin hästflock. Fem år senare dog Phillips och hästarna såldes. Robert Lippitt Knight hörde talas om Phillips öde och hade ett stort intresse för ovanliga raser. Han köpte loss några av hästarna och startade sitt eget avelsprogram. Men redan 1962 dog Lippitt och hjorden såldes på auktion. Ryktet om dessa renrasiga Morganhästar hade dock spritt sig och de flesta hästarna köptes av entusiaster för rasen. 1971 gick en del av dessa entusiaster samman för att bevara avelsmaterialet och man döpte blodslinjen till Lippitt Morgan för att hedra Knight-Lippitt. 1995 startades LMBA (Lippitt Morgan Breeders Association) för att bevara och öka intresset för denna linje. 
Lippitt-linjen är den renaste blodslinjen inom Morganhästen idag och hästarna i denna linje har de förstärkta fysiska drag som karaktäriserar Morganhästen.